# Roslagens flygkår
Roslagens flygkår (F 2) eller F 2 Hägernäs var en flygkår inom svenska flygvapnet som verkade i olika former åren 1949–1974. Förbandsledningen var förlagd i Stockholms garnison i Hägernäs.

## Historik
Efter krigsslutet 1945 var tanken att det svenska försvaret skulle nedrustas, vilket framgick i försvarskommitténs betänkande från 1945, där det bland annat föreslogs att Roslagens flygflottilj skulle avvecklas men att man skulle inrätta en Ekoradioskola i Hägernäs. Istället för en avkylning av det säkerhetspolitiska läget i Europa efter kriget, inleddes en ny säkerhetspolitik genom det kalla krig, som kan sägas ha inletts genom Pragkuppen. Detta fick försvarsministern att istället förespråka en förstärkning av Flygvapnet. I december 1947 föll försvarskommitténs förslag och istället beslutades det genom försvarsbeslutet 1948 om en förstärkning. En förstärkning som bland annat innebar att jaktflyget inom Flygvapnet skulle utökas med 50 procent. Rollen som Roslagens flygflottilj haft, det vill säga marinflygflottilj, fanns det inget dock inget behov av längre eftersom radarn i princip hade ersatt spaning med sjöflyg. Då flottiljen även saknade permanenta rullbanor, fanns det inte heller någon möjlighet till att omorganisera flottiljen till en annan roll. Därmed antogs försvarskommitténs förslag gällande Roslagens flygflottilj. Den 30 juni 1949 avvecklades och upplöstes Roslagens flygflottilj. Den 1 juli 1949 bildades Roslagens flygkår (F 2), tillsammans med Ekoradioskolan. Roslagens flygkår blev ett renodlat markskoleförband inom Flygvapnet och kom att tillföras ett antal olika funktionsskolor inom Flygvapnet, bland annat som försöksanläggning för Robotsystem 68, luftbevakning och stridsledning.
Under 1950- och 1970-talet bestod verksamheten vid Roslagens flygkår huvudsakligen av markutbildning. Flygvapnets Kadett- och Aspirant Skolan/Marklinjen (KAS/M), samt Korpral- och furirskolan för blivande underbefäl i STRIL-tjänst inom Flygvapnet. Vid förbandet fanns även Flygvapnets stridslednings- och luftbevakningsskola (STRILS). På F 2 fanns även Flygvapnets radarskola (FRAS), som utbildade bland annat personal inom stridsledning (av flyg) och luftbevakning. Detta skedde med hjälp av för den tiden mycket modern och avancerad teknisk utrustning. Åren 1951–1962 fanns även Flygvapnets väderskola på F 2.
I februari 1967 tillsattes Försvarets fredsorganisationsutredning (FFU), som fick i uppgift att utreda lämpliga strukturförändringar i krigsmaktens fredsorganisation, vilket bland annat innefattade Flygvapnets skolorganisation. Med bakgrund till FFU valde man aktivt inför försvarsbeslutet 1968 att utelämna förändringar i grundorganisationen, i väntan på att FFU skulle vara klara med sin utredning. När utredningen var färdig och överlämnad till regering och riksdag, kom beskedet att Roslagens flygkår (F 2) i Hägernäs, Svea flygkår (F 8) i Barkarby och Hallands flygkår (F 14) skulle avvecklas. Dessa tre flygkårer, vilka samtliga utbildade markförband till Flygvapnet, skulle ersättas med två nya skolförband. Flygvapnets Södertörnsskolor i Tullinge, för utbildning i huvudsakligen i stridslednings- och luftbevakningstjänst. Och Flygvapnets Halmstadsskolor för utbildning i huvudsakligen i bastjänst. Avvecklingen av flygkåren börjades 1972 och 1974 hade samtliga skolor omlokaliserats till nya förband. Den 30 juni 1974 avvecklades och upplöstes Roslagens flygkår officiellt. Det före detta flottiljområdet är numera bostadsområde. Flera byggnader på området har bevarats. Bland annat har en av hangarerna byggts om till parkeringshus för de boende i området.

## Ingående enheter
| Beteckning | Namn                                                 | Aktiv     | Anmärkning                                              |
| ---------- | ---------------------------------------------------- | --------- | ------------------------------------------------------- |
|            | Flygvapnets ekoradioskola                            | 1949–1956 | Omorganiserades 1956 till Flygvapnets Radarskola.       |
| FRAS       | Flygvapnets radarskola                               | 1956–1966 | Sammanslogs 1966 med STRIS till STRILS                  |
| FRÄD       | Flygräddningsgruppen                                 | 1949–1958 | Överfördes 1958 till Svea flygflottilj                  |
|            | Stamflygarförarskolan                                | 1949–1958 | Omorganiserades 1958 till Förberedande fältflygarskolan |
| FÖFS       | Förberedande fältflygarskolan                        | 1958–1960 | Överfördes 1960 till Krigsflygskolan                    |
| VÄDS       | Flygvapnets väderskola                               | 1951–1962 | Överfördes 1961 till Kalmar flygflottilj                |
| STRIS      | Stridsledningsskolan                                 | 1959–1966 | Sammanslogs 1966 med FRAS till STRILS                   |
| STRILS     | Flygvapnets Stridslednings- och Luftbevakningsskola  | 1966–1973 | Överfördes 1973 till Flygvapnets Södertörnsskolor       |
| FFL        | Flygtrafiktjänstskolan                               | 1964–1973 | Överfördes 1973 till Krigsflygskolan                    |
| FMS        | Flygvapnets materielskola                            | 1966–1974 | Överfördes 1974 till Flygvapnets Södertörnsskolor       |
| KAS/M      | Flygvapnets kadett- och aspirantskola för marklinjen | 1966–1972 | Överfördes 1974 till Flygvapnets Södertörnsskolor       |

### Flygräddningsgruppen
Åren 1948–1958 fanns flygvapnets från början tre Tp 47 Catalina baserade på F 2. Dessa tre flygplan ingick i Flygräddningsgruppen (FRÄD). En av dem sköts ned av sovjetiskt jaktflyg, då spaning bedrevs efter den försvunna DC-3. Nedskjutningen ledde till den så kallade Catalinaaffären. År 1958 omlokaliserades Flygräddningsgruppen tillsammans med de två kvarvarande Catalinorna till Svea flygflottilj (F 8), där de tjänstgjorde fram till 1966.

### Flygtrafiktjänstskolan
Flygtrafiktjänstskolan (FFL) bildades 1965 vid dåvarande Roslagens flygkår (F 2), och svarade för utbildning av reservofficerare i flygtrafiktjänst, grundutbildning av värnpliktiga trafikledarbiträden samt specialutbildning av flygtrafikledningspersonal till krisorganisationen. År 1971 presenterade Försvarets fredsorganisationsutredning (FFU) en utredning gällande förändringar inom Flygvapnets fredsorganisation. FFU föreslog att samtliga flygkårer skulle avvecklas inklusive en jaktflottilj, det vill säga Roslagens flygkår (F 2) i Hägernäs, Svea flygkår (F 8) i Barkarby, Hallands flygkår (F 14) och Södertörns flygflottilj (F 18) vilka skulle avvecklas under 1972. Istället skulle två markskoleförband bildas för utbildning i marktjänst, Flygvapnets Halmstadsskolor (F 14) och Flygvapnets Södertörnsskolor (F 18). Därmed kom Flygtrafiktjänstskolan vid Roslagens flygkår att överföras 1973 till Krigsflygskolan. Skolan lokaliserades till Herrevadskloster strax utanför Ljungbyhed. Den 13 december 1996 antog riksdagen regeringens proposition 1996/97:4, vilken var etapp 2 i försvarsbeslutet 1996, där det beslutades att Krigsflygskolan i Ljungbyhed skulle avvecklas senast den 30 juni 1998. Genom att Krigsflygskolan skulle avvecklas överfördes Flygtrafiktjänstskolan till Försvarsmaktens Halmstadsskolor (FMHS) och blev där en fackskola för utbildning i flygtrafiktjänst.

### Flygvapnets kadett- och aspirantskola för marklinjen
Flygvapnets kadett- och aspirantskola för marklinjen (KAS/M) bildades vid F 2 den 1 oktober 1966. Skolan utbildade blivande regementes-, plutons-, och reservofficerare för STRIL-verksamhet. I samband med att F 2 lades ner och F 18 skulle ombildas till markskoleförbandet Flygvapnets Södertörnsskolor, överfördes KAS/M till Tullinge. I Tullinge inrymdes skolan i det gamla skolhuset. Genom reformen Ny befälsordning, avvecklades KAS/M den 31 december 1983. Istället inrättades en helt ny officersskola, för samtliga officerskategorier inom Flygvapnet vid Flygvapnets Halmstadsskolor.

### Flygvapnets materielskola
Flygvapnets materielskola (FMS) bildades 1966 vid F 2 i Hägernäs. I samband med att F 2 lades ner, omlokaliserades skolan till Flygvapnets Södertörnsskolor, där den fick det nya namnet Flygvapnets teletekniska skola (FTTS), och ingick i Flygvapnets Södertörnsskolor. Vid Tullinge bestod skolan av ett trettiotal anställda vilka utbildade på olika skolavdelningar för markradar, radiolänk och databehandling. Utbildningen rent praktiskt gjordes vid utbildningsanläggningar både i Tullinge och på Flygvapnets fasta stridsanläggningar. I samband med att F 18 skulle avvecklas som markskoleförband 1986, kom FTTS att omlokaliseras till Halmstad, och blev en del av Flygvapnets Halmstadsskolor. Samtidigt med omlokaliseringen sammanslogs skolan med Flygvapnets flygmaterielskola (FFS), vilka båda bildade den nya skolan Flygvapnets markteletekniska skola (FMTS).

### Flygvapnets väderskola
Flygvapnets väderskola (VÄDS) bildades 1951 vid Roslagens flygkår (F 2). År 1962 omlokaliserades skolan till Kalmar, och blev där en fackskola inom Kalmar flygflottilj (F 12). I samband med att F 12 avvecklades den 30 juni 1980 övergick skolan den 1 juli 1980 som ett detachement till Blekinge flygflottilj. Dock beslutade riksdagen genom försvarsbeslutet 1982 att detachementet i Kalmar skulle avvecklas, och skolan skulle omlokaliseras den 1 januari 1983 till Krigsflygskolan (F 5) i Ljungbyhed. När sedan Krigsflygskolan avvecklades genom försvarsbeslutet 1996, överfördes skolan till Försvarsmaktens Halmstadsskolor (F 14). I samband med att Försvarsmaktens Halmstadsskolor avvecklades 2004, inordnades skolan under 2006 som en avdelning inom Försvarsmaktens meteorologi- och oceanograficentrum (FM METOCC) i Enköping.

## Catalinaaffären
Två Catalinor hade hela natten den 16 juni 1952 utan framgång sökt en försvunnen svensk DC-3. Sökområdet hade på grund av vind- och strömförhållanden allteftersom flyttats norrut och de båda planen befann sig nästan tio mil norr om den plats DC-3:an troligen var då man förlorade kontakten. Klockan 04.09 fick F 2 på Hägernäs ett meddelande från ena Catalinaplanet: "Skenanfall av två MIG-plan." Två minuter senare kom ett nytt meddelande: "Vi är beskjutna med spårljus 20 mm. Det slår till höger." 04.15 kommer det ett meddelande från den andra Catalinan: "Jag är beskjuten och träffad flera gånger." 04.20 hade planet skadats så illa att det tvingades nödlanda. Besättningen på det västtyska lastfartyget Münsterland, som bevittnat hela händelsen, plockade upp flygplanets besättning. Alla överlevde, men piloten Carl Olof Arbin och navigatören Ove Engberg sårades.

## Heraldik och traditioner
Förbandsemblemet bestod av Upplands landskapsvapen, men det fanns aldrig på några flygplan tillhörande F 2. Efter nedläggningen användes vapnet av Upplands flygflottilj (F 16), vilka även förvaltar och vårdar kårens traditioner, vilket bland annat kan ses på Upplands flygflottiljs förbandsfana, då man övertog det så kallade Upplandsäpplet. 

## Materiel vid förbandet
- 1949–1958: Tp 47
- 1949–1959: Tp 78

## Förbandschefer
- 1949–1957: Gösta Sandberg
- 1957–1970: Trygve Sjölin
- 1970–1971: Arne Persson
- 1971–1974: Klas Normelius

## Namn, beteckning och förläggningsort
| Kungl. Roslagens flygkår | 1949-07-01 | – | 1974-06-30 |

| F 2 | 1949-07-01 | – | 1974-06-30 |

| Hägernäs/Viggbyholm (F) | 1949-07-01 | – | 1974-06-30 |

## Galleri

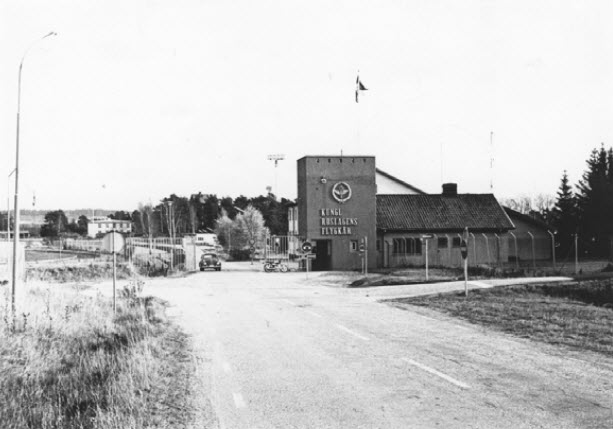
Vaktkasernen.
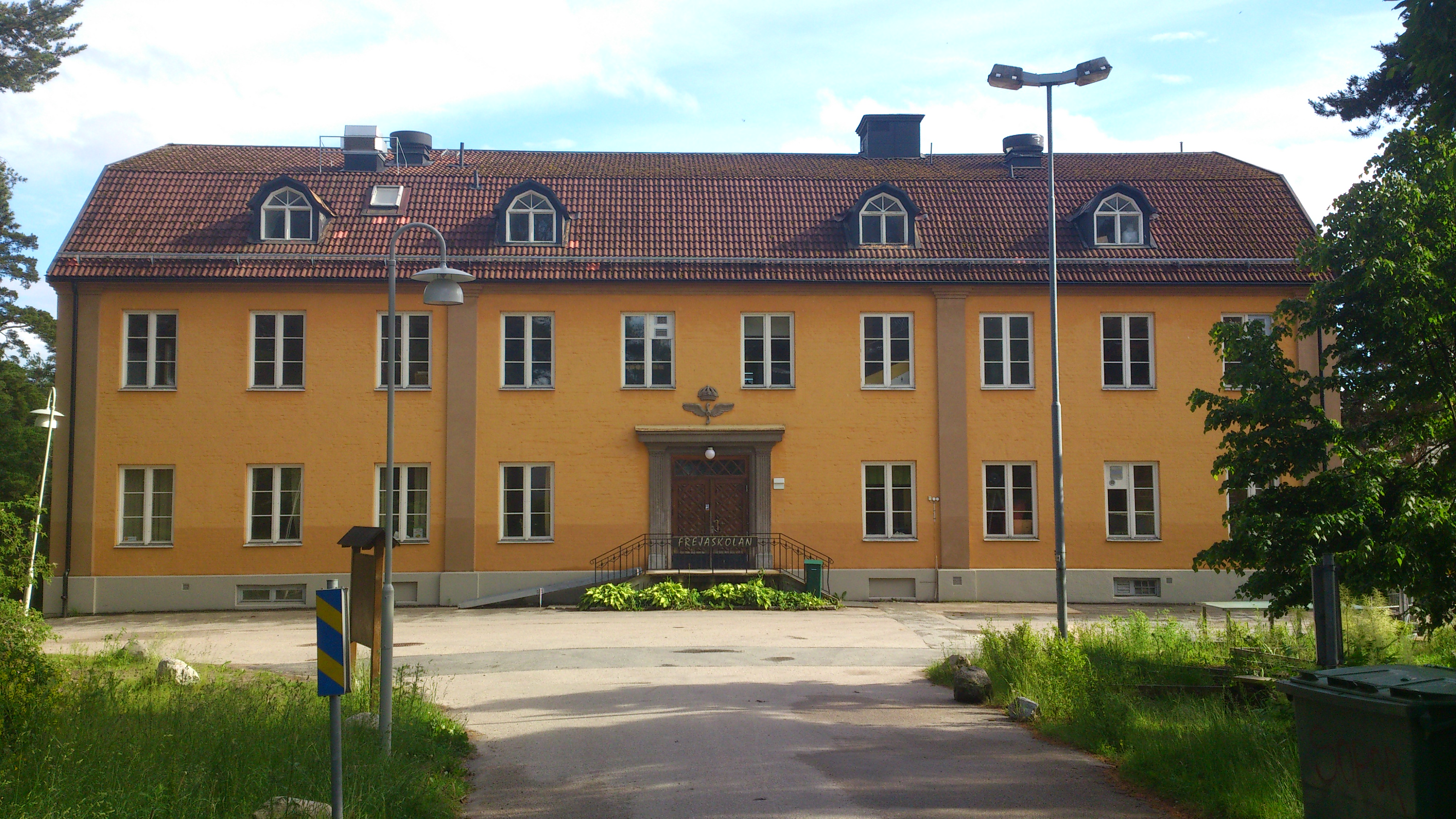
Före detta kanslihuset (2012).
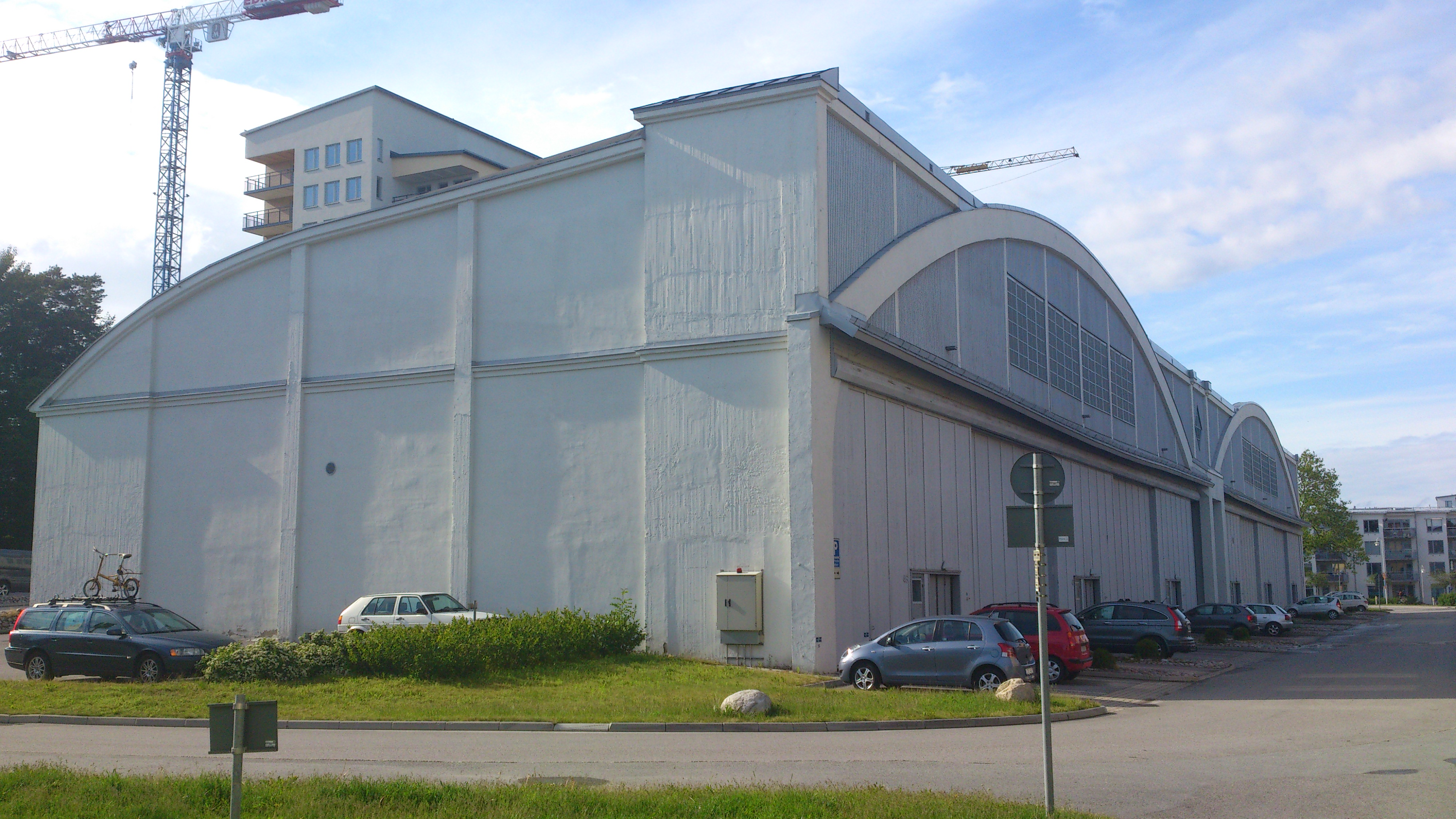
Före detta hangarbyggnad (2012).
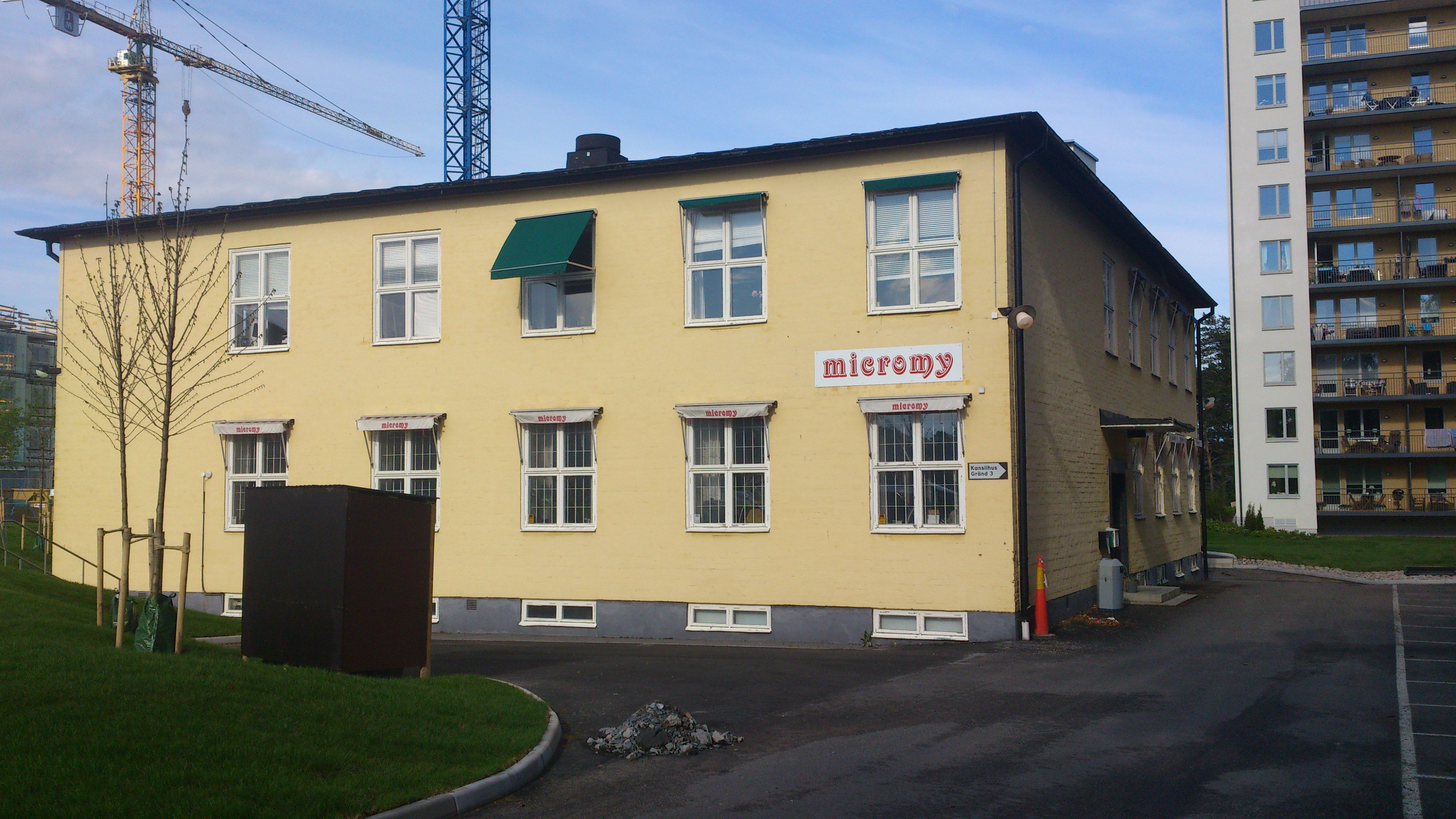
Före detta skolhus (2012).